# 寶來溫泉區
寶來溫泉區是由臺灣高雄市六龜區寶來里和桃源區寶山里等地區溫泉組成的溫泉區，其底下包括寶來溫泉、石洞溫泉、七坑溫泉、十坑溫泉、十二坑溫泉、十三坑溫泉等六個溫泉，各溫泉主要分布於屬於荖濃溪支流的寶來溪一帶。

## 寶來溫泉
寶來溫泉位於六龜區寶來里，曾因2009年莫拉克颱風帶來的八八水災而致受損嚴重。依地質分類，寶來溫泉屬於中央山脈板岩區的變質岩溫泉，溫泉水可飲用，水溫大約介於攝氏54至60度之間，酸鹼值約為7.2，含碳酸氫根離子約為1,273ppm，鈉離子約為556ppm，屬於中性碳酸氫鈉泉。

## 石洞溫泉
石洞溫泉位於六龜區寶來里，為一野溪溫泉，可供泡溫泉的遊客自行尋找溫泉的湧出點，並以石頭圍成自製溫泉池。依地質分類，石洞溫泉屬於中央山脈板岩區的變質岩溫泉，溫泉自硬頁岩岩層湧出，溫泉水可飲用，水溫約為攝氏44度，酸鹼值約為8.0，含碳酸氫根離子約為805ppm，鈉離子約為323ppm，屬於中性碳酸氫鈉泉。

## 七坑溫泉
七坑溫泉位於桃源區寶山里，地質分類上屬中央山脈板岩區的變質岩溫泉，水溫約為攝氏61度，酸鹼值約為7.3，含碳酸氫根離子約106ppm，鈉離子約402ppm，屬於中性碳酸氫鈉泉。

## 十坑溫泉
十坑溫泉位於桃源區寶山里，地質分類上屬中央山脈板岩區的變質岩溫泉，溫泉水可飲用，水溫約為攝氏49度，酸鹼值約為6.3，含碳酸氫根離子約203ppm，鈉離子392ppm，屬於中性碳酸氫鈉泉。

## 十二坑溫泉
十二坑溫泉位於桃源區寶山里，地質分類上屬中央山脈板岩區的變質岩溫泉，溫泉水可飲用，水溫大約介於攝氏44至55.9度，酸鹼值約為7.2，含碳酸氫根離子約76ppm，鈉離子731ppm，屬於中性碳酸氫鈉泉。

## 十三坑溫泉
十三坑溫泉位於桃源區寶山里，為寶來溫泉區最上游的溫泉，原有大量露頭分佈，後因數次的水災使大部分的露頭已被掩埋。依地質分類，十三坑溫泉屬中央山脈板岩區的變質岩溫泉，溫泉水可飲用，水溫大約在攝氏95度以上，酸鹼值約為8.7，含碳酸氫根離子約1,115ppm，鈉離子870ppm，屬於高溫的中性碳酸氫鈉泉。

## 連結來源
1. ↑  寶來溫泉區 （页面存档备份，存于）.茂林國家風景區
2. ↑  寶來溫泉 （页面存档备份，存于）.玩全台灣